# Bombyx crenulata
Bombyx crenulata är en fjärilsart som beskrevs av Lucas 1893. Bombyx crenulata ingår i släktet Bombyx och familjen silkesspinnare. Inga underarter finns listade i Catalogue of Life.